# Вибрани
Вибрани (пол. Wybrany) — село в Польщі, у гміні Рутки Замбровського повіту Підляського воєводства.
Населення — 77 осіб (2011).
У 1975-1998 роках село належало до Ломжинського воєводства.

## Демографія
Демографічна структура станом на 31 березня 2011 року:
|          | Загалом | Допрацездатний вік | Працездатний вік | Постпрацездатний вік |
| -------- | ------- | ------------------ | ---------------- | -------------------- |
| Чоловіки | 39      | 6                  | 25               | 8                    |
| Жінки    | 38      | 8                  | 19               | 11                   |
| Разом    | 77      | 14                 | 44               | 19                   |